# Dziedzickia edwardsiana
Dziedzickia edwardsiana är en tvåvingeart som beskrevs av Lane 1954. Dziedzickia edwardsiana ingår i släktet Dziedzickia och familjen svampmyggor. Inga underarter finns listade i Catalogue of Life.